# Monhystera fasciculata
Monhystera fasciculata is een rondwormensoort uit de familie van de Monhysteridae. De wetenschappelijke naam van de soort is voor het eerst geldig gepubliceerd in 1921 door Skwarra.